# Rueil-Malmaison
Rueil-Malmaison è un comune francese di 80 425 abitanti situato nel dipartimento dell'Hauts-de-Seine nella regione dell'Île-de-France.
Già Rueil, nel 1928 assunse per decreto governativo la denominazione attuale di Rueil-Malmaison, in riferimento alla presenza nel suo territorio del Castello di Malmaison, casa di campagna di Napoleone Bonaparte e della di lui consorte Giuseppina di Beauharnais, che Bonaparte le lasciò quando divorziarono, per quindi sposare Maria Luisa d'Austria. 

## Società

### Evoluzione demografica
Abitanti censiti

## Amministrazione

### Gemellaggi
- Togane
- Bad Soden am Taunus
- Kitzbühel
- Elsinore
- Avila
- Elmbridge
- Kiryat-Mal'akhi
- Sergiev Posad
- Friburgo
- Le Bardo
- Lynchburg
- Oaxaca de Juárez
- Bukhara
- Timișoara
- Ragusa, dal 2011[2]
- Capaccio Paestum, dal 2021

## Istruzione
- École nationale supérieure du pétrole et des moteurs (IFP School)